# La valle dei pini

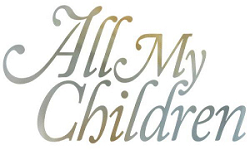
logo utilizzato nel 2013

La valle dei pini (All My Children) è stata una soap opera statunitense creata da Agnes Nixon andata in onda per la prima volta il 5 gennaio 1970 negli Stati Uniti sul network televisivo ABC. Il 14 aprile 2011, ABC ha annunciato che, dopo 41 anni di programmazione, La valle dei pini è stata cancellata e sostituita da un talk show, The Chew. L'ultimo episodio è andato in onda il 23 settembre 2011. La serie ruota attorno a vari personaggi che vivono nella fittizia cittadina di Pine Valley, in Pennsylvania. Il proseguimento rilasciato su internet era ambientato cinque anni dopo rispetto al punto in cui era terminata la soap in TV.

## Storia
Agnes Nixon, la scrittrice di Sentieri, ebbe l'idea di creare La valle dei pini negli anni sessanta. All'inizio provò a proporre la serie alla NBC ed alla CBS, ma il progetto venne scartato da entrambi i network. Nel frattempo, nel 1965, la Nixon divenne la scrittrice di Destini; proprio in quel periodo pensò al personaggi di Erica Kane e quello di Rachel, ma preferì non introdurli in Destini, ma lasciarli come sogno personale per una sua eventuale nuova soap opera.
Nel 1968 le venne l'idea per Una vita da vivere, che venne prodotta dalla ABC, visto il successo riscosso, il network approvò l'idea anche per La valle dei pini, che venne prodotta a partire dal 1970. Dal 1970 al 1980, lo show è stato scritto dalla Nixon. Le riprese si sono svolte a New York, fino al 2010.
La sigla italiana era inizialmente Time after Time di Cyndi Lauper in una versione eseguita da Miles Davis con la sua tromba. In seguito è stata utilizzata la canzone If You Don't Know Me by Now, cantata dai Simply Red.
Il programma ha, inoltre, collaborato con l'emittente MTV più precisamente con il programma Made, per dare la possibilità a una ragazza di recitare nella serie.
La soap è stata parodiata nel cartone Futurama, diventando All My Circuits.

## Tagline
(Tagline della soap)

## Distribuzione
In Italia la soap è andata in onda su Canale 5 dal 16 settembre 1985 al 9 gennaio 1987, per poi passare, a partire dal 12 gennaio 1987, su Rete 4. Dopo vari cambi di orario, è stata cancellata dai palinsesti del canale il 2 maggio 1992. Il titolo italiano della soap è stato derivato dal nome della cittadina fittizia della Pennsylvania sede delle vicende narrate, Pine Valley. Attrice simbolo della soap è Susan Lucci che vi ha recitato per tutta la durata della messa in onda televisiva della soap nel ruolo di Erica Kane.
Nel 2011 era stato pensato uno spostamento della serie su internet insieme alla sorella Una vita da vivere, poi rimandato nel 2012 e poi era saltato, perché molti attori avevano già firmato contratti con altre soap. Il 7 gennaio 2013, però, Prospect Park ha confermato la continuazione della soap su The Online Network, su Hulu, su Hulu Plus, e su iTunes, le prime riprese sono iniziate a febbraio 2013.
La serie è ricominciata ufficialmente il 29 aprile 2013. La soap non è ricominciata dal punto in cui si era interrotta, ma è ambientata cinque anni nel futuro. A causa dei bassi riscontri ottenuti anche sul web, il serial si è nuovamente concluso il 3 settembre del 2013, dopo appena cinque mesi di programmazione; la stessa sorte è toccata anche ad Una vita da vivere.

## Impatto sul pubblico
Non in Italia, quanto negli Stati Uniti, la soap opera fu seguitissima poiché aveva inizialmente un 30% di share. Ebbe il culmine degli spettatori nella stagione 1978-1979 quando divenne la soap opera più seguita degli USA scalzando da quella posizione le soap Così gira il mondo (che perse il primato di soap più vista dopo ben 20 anni) e Destini (che andavano in onda alla stessa ora sui due network rivali: CBS e NBC), per poi essere però spodestata a sua volta dall'altra storica soap dell'ABC, General Hospital, la stagione successiva.

### Anni settanta
Stagione 1969–1970
- 1. Così gira il mondo 13.6
- 17. La valle dei pini 4.4 (Debutto)

Stagione 1970-1971
- 1. Così gira il mondo 12.4
- 17. La valle dei pini 4.8

Stagione 1971-1972
- 1. Così gira il mondo 11.1
- 17. La valle dei pini 5.7

Stagione 1972-1973
- 1. Così gira il mondo 10.6
- 8. La valle dei pini 8.2 (Spodesta Sentieri)

Stagione 1973-1974
- 1. Così gira il mondo, Destini ed Il tempo della nostra vita 10.6
- 6. La valle dei pini 9.1

Stagione 1974-1975
- 1. Così gira il mondo 10.8
- 5. La valle dei pini 9.3

Stagione 1975-1976
- 1. Così gira il mondo 9.4
- 6. La valle dei pini 8.1

Stagione 1976-1977
- 1. Così gira il mondo 9.9
- 6. La valle dei pini 8.2

Stagione 1977-1978
- 1. Così gira il mondo e Destini 8.6
- 3. La valle dei pini 8.4

Stagione 1978-1979
- 1. La valle dei pini 9.0
- 6. Una vita da vivere 8.0

### Anni ottanta
Stagione 1979-1980
- 1. General Hospital 9.9
- 2. La valle dei pini 9.2

Stagione 1980-1981
- 1. General Hospital 11.4
- 2. La valle dei pini 9.1 (Spodesta Una vita da vivere)

Stagione 1981-1982
- 1. General Hospital 11.2
- 2. La valle dei pini 9.4

Stagione 1982-1983
- 1. General Hospital 9.8
- 2. La valle dei pini 9.4

Stagione 1983-1984
- 1. General Hospital 10.0
- 2. La valle dei pini 9.1

Stagione 1984-1985
- 1. General Hospital 9.1
- 2. La valle dei pini 8.2

Stagione 1985-1986
- 1. General Hospital 9.2
- 3. La valle dei pini 8.0

Stagione 1986-1987
- 1. General Hospital 8.3
- 4. La valle dei pini 7.0 (Spodesta Il tempo della nostra vita e Così gira il mondo)

Stagione 1987-1988
- 1. Febbre d'amore 8.1 (Spodesta General Hospital)
- 3. La valle dei pini 7.7

Stagione 1988-1989
- 1. Febbre d'amore 8.1
- 4. La valle dei pini 6.7

### Anni novanta
Stagione 1989-1990
- 1. Febbre d'amore 8.0
- 3. La valle dei pini 6.5

Stagione 1990-1991
- 1. Febbre d'amore 8.1
- 3. La valle dei pini 6.2

Stagione 1991-1992
- 1. Febbre d'amore 8.2
- 2. La valle dei pini 6.8

Stagione 1992-1993
- 1. Febbre d'amore 8.4
- 2. La valle dei pini 7.3

Stagione 1993-1994
- 1. Febbre d'amore 8.6
- 2. La valle dei pini 6.6

Stagione 1994-1995
- 1. Febbre d'amore 7.5
- 2. La valle dei pini 6.1

Anno 1995
- 1. Febbre d'amore 7.155
- 2. La valle dei pini 5.891
- 3. General Hospital 5.343
- 4. Beautiful 5.247
- 5. Una vita da vivere 5.152

Stagione 1995-1996
- 1. Febbre d'amore 7.7
- 4. La valle dei pini 5.3

Stagione 1996-1997
- 1. Febbre d'amore 7.1
- 5. La valle dei pini 4.7

Stagione 1997-1998
- 1. Febbre d'amore 7.0
- 5. La valle dei pini 4.2

Stagione 1998-1999
- 1. Febbre d'amore 6.9
- 5. La valle dei pini 3.9

### Anni duemila
Stagione 1999-2000
- 1.Febbre d'amore 6.8
- 5. La valle dei pini 3.9

Stagione 2001-2002
- 1. Febbre d'amore 5.8
- 6. La valle dei pini 3.4

Stagione 2002-2003
- 1. Febbre d'amore 5.0
- 6. La valle dei pini 3.3

Stagione 2003-2004
- 1. Febbre d'amore 4.7
- 5. La valle dei pini 3.0

Stagione 2004-2005
- 1. Febbre d'amore 4.4
- 4. La valle dei pini 2.9

Stagione 2005-2006
- 1. Febbre d'amore 4.2
- 4. La valle dei pini 2.9

Stagione 2006-2007
- 1. Febbre d'amore 4.2
- 4. La valle dei pini 2.6

Stagione 2007-2008
- 1. Febbre d'amore 4.2
- 5. La valle dei pini 2.3

Stagione 2008-2009
- 1. Febbre d'amore 4.0
- 5. La valle dei pini 2.2

Stagione 2008-2009
- 1. Febbre d'amore 3.7
- 5.La valle dei pini 2.0

### Anni duemiladieci
Stagione 2009-2010
- 1.Febbre d'amore 3.7
- 5. La valle dei pini 2.0

Stagione 2010-2011
- 1. Febbre d'amore 3.6
- 5. La valle dei pini 2.0

Anno 2011
- 1. Febbre d'amore 3.6
- 5. La valle dei pini 2.2

## Personaggi

### Cast alla chiusura della soap
| Attore              | Ruolo                         | Durata                                     | Ref   |
| ------------------- | ----------------------------- | ------------------------------------------ | ----- |
| Julia Barr          | Brooke English                | 1976-81, 1982-2006, 2010, 2011, 2013       | [ 2 ] |
| Ryan Bittle         | JR Chandler                   | 2013                                       | [ 2 ] |
| David Canary        | Adam Chandler Stuart Chandler | 1983–2011, 2013 1984–2009, 2011, 2013      | [ 2 ] |
| Lindsay Hartley     | Dr. Cara Castillo             | 2010–11, 2013                              | [ 2 ] |
| Vincent Irizarry    | Dr. David Hayward             | 1997–2006, 2008–11, 2013                   | [ 2 ] |
| Francesca James     | Evelyn Johnson                | 2013                                       | [ 2 ] |
| Thorsten Kaye       | Zach Slater                   | 2004–11, 2013                              | [ 2 ] |
| Jill Larson         | Opal Cortlandt                | 1989–2011, 2013                            | [ 2 ] |
| Ray MacDonnell      | Dr. Joe Martin                | 1970-2010, 2011, 2013                      | [ 2 ] |
| Cady McClain        | Dixie Cooney                  | 1988–96, 1998–2002, 2005–08, 2010–11, 2013 | [ 2 ] |
| Debbi Morgan        | Dr. Angie Hubbard             | 1982–90, 2008–11, 2013                     | [ 2 ] |
| Eric Nelsen         | AJ Chandler                   | 2013                                       | [ 2 ] |
| Jordan Lane Price   | Celia Fitzgerald              | 2013                                       | [ 2 ] |
| Eden Riegel         | Bianca Montgomery             | 2000–10, 2013                              | [ 2 ] |
| Heather Roop        | Jane McIntyre                 | 2013                                       | [ 2 ] |
| Saleisha Stowers    | Cassandra Foster              | 2013                                       | [ 2 ] |
| Denyse Tontz        | Miranda Montgomery            | 2013                                       | [ 2 ] |
| Jordi Vilasuso      | Dr. Griffin Castillo          | 2010–11, 2013                              | [ 2 ] |
| Darnell Williams    | Jesse Hubbard                 | 1981–1988, 1994, 2001, 2002, 2008–11, 2013 | [ 2 ] |
| Robert Scott Wilson | Pete Cortlandt                | 2013                                       | [ 2 ] |

### Personaggi ricorrenti alla chiusura della soap
| Attore       | Ruolo  | Durata | Ref   |
| ------------ | ------ | ------ | ----- |
| Daniel Covin | Hunter | 2013   | [ 3 ] |
| Alfredo Diaz | Vlad   | 2013   | [ 4 ] |

### Personaggi morti
| Attori             | Ruoli                      | Data di morte     |
| ------------------ | -------------------------- | ----------------- |
| Nancy Addison      | Marissa Rampal             | 18 giugno 2002    |
| Philip Amelio      | Scott Chandler (#1)        | 1º aprile 2005    |
| Kay Campbell       | Kate Martin                | 27 maggio 1985    |
| Raúl Dávila        | Hector Santos              | 2 gennaio 2006    |
| Louis Edmonds      | Langley Wallingford        | 3 marzo 2001      |
| Mary Fickett       | Ruth Martin (#1)           | 8 settembre 2011  |
| Hugh Franklin      | Dr. Charles Tyler          | 26 settembre 1986 |
| Kate Harrington    | Kate Martin                | 23 novembre 1978  |
| Eileen Herlie      | Myrtle Fargate             | 8 ottobre 2008    |
| Frances Heflin     | Mona Tyler                 | 1º luglio 1994    |
| Jo Henderson       | Wilma Marlowe              | 8 agosto 1988     |
| Paul Gleason       | Dr. David Thornton         | 27 maggio 2006    |
| William Griffis    | Harlan Tucker              | 13 aprile 1998    |
| Larry Keith        | Nick Davis                 | 18 luglio 2010    |
| Elizabeth Lawrence | Myra Sloane                | 11 luglio 2000    |
| James Mitchell     | Palmer Cortlandt           | 22 gennaio 2010   |
| Dack Rambo         | Steve Jacobi               | 21 marzo 1994     |
| Elizabeth Taylor   | Boardmember at the Chateau | 23 marzo 2011     |
| Lynne Thigpen      | Grace Keefer               | 12 marzo 2003     |
| Ruth Warrick       | Phoebe Wallingford         | 15 gennaio 2005   |

#### Prima che diventassero famosi
| Attori                | Ruoli                           | Durata                           |
| --------------------- | ------------------------------- | -------------------------------- |
| Mischa Barton         | Lily Montgomery (#2)            | 1995                             |
| Amanda Bearse         | Amanda Cousins                  | 1981–1984                        |
| Jonathan Bennett      | JR Chandler (#2)                | 2001–2002                        |
| Jordana Brewster      | Anita Santos (#3)               | 1995                             |
| Lacey Chabert         | Bianca Montgomery               | 1992–1993                        |
| Keith Hamilton Cobb   | Noah Keefer                     | 1994–1996                        |
| Mark Consuelos        | Mateo Santos                    | 1995–2002, 2010                  |
| Alana de la Garza     | Rosa Santos (#2)                | 2001                             |
| Kim Delaney           | Jenny Gardner                   | 1981–1984, 1994                  |
| Josh Duhamel          | Leo du Pres                     | 1999–2002, 2011                  |
| Colin Egglesfield     | Josh Madden                     | 2005–2008, 2009                  |
| Sarah Michelle Gellar | Kendall Hart (#1)               | 1993–1995                        |
| Kelli Giddish         | Di Henry (#1)                   | 2005–2007                        |
| Alexa Havins          | Babe Carey Chandler             | 2003–2007, 2011                  |
| Shari Headley         | Mimi Reed Frye                  | 1991–2005                        |
| Lauren Holly          | Julie Chandler                  | 1986–1989                        |
| Michael B. Jordan     | Reggie Montgomery               | 2003–2006                        |
| Eva LaRue             | Maria Santos                    | 1993–1997, 2002–2005, 2010, 2011 |
| Melissa Leo           | Linda Warner                    | 1984–1985                        |
| Jesse McCartney       | JR Chandler (#3)                | 1998–2001                        |
| Robert Duncan McNeill | Charlie Brent (#4)              | 1986–1988                        |
| Billy Miller          | Richie Novak                    | 2007–2008                        |
| Leven Rambin          | Lily Montgomery (#4) Ava Benton | 2004–2008, 2010 2007–2008        |
| Elizabeth Hendrickson | Frankie Stone Maggie Stone      | 2001 2001                        |
| Kelly Ripa            | Hayley Vaughan                  | 1990–2002, 2010                  |
| Laura San Giacomo     | Louisa Sanchez                  | 1988                             |
| Amanda Seyfried       | Joni Stafford                   | 2002–2003                        |
| Christian Slater      | Caleb Thompson                  | 1986                             |
| James Patrick Stuart  | Will Cortlandt                  | 1989–1992                        |
| Michelle Trachtenberg | Lily Montgomery (#1)            | 1993–1996                        |
| Paige Turco           | Melanie "Lanie" Cortlandt       | 1989–1991                        |
| Liz Vassey            | Emily Ann Sago                  | 1988–1991                        |
| Patina Miller         | Pam Handerson                   | 2007-2008                        |

#### Vecchie glorie
| Attori             | Ruoli                         | Durata                           |
| ------------------ | ----------------------------- | -------------------------------- |
| Julia Barr         | Brooke English                | 1976–1981, 1982–2006, 2010, 2011 |
| Carol Burnett      | Verla Grubbs                  | 1976, 1983, 1995, 2005, 2011     |
| David Canary       | Adam Chandler Stuart Chandler | 1983–2010, 2011 1984–2009, 2011  |
| Robin Christopher  | Skye Chandler (#2)            | 1986–2000                        |
| Natalia Cigliuti   | Anita Santos (#6)             | 2004–2006                        |
| Brian Gaskill      | Bobby Warner                  | 1995–1997                        |
| Elisabeth Harnois  | Sarah Livingston              | 2000–2001                        |
| Thorsten Kaye      | Zach Slater                   | 2004–2010, 2011                  |
| Jean LeClerc       | Jeremy Hunter                 | 1985–1992                        |
| Kathleen Noone     | Ellen Shepherd Dalton         | 1977–1989                        |
| Sydney Penny       | Julia Santos                  | 1993–2008                        |
| Lindsay Price      | An Li Chen Bodine             | 1991–1993                        |
| Lamman Rucker      | Garret Williams               | 2005                             |
| Mathew St. Patrick | Adrian Sword                  | 1998–2000                        |
| Elizabeth Taylor   | Boardmember at the Chateau    | 1984                             |
| Dondre Whitfield   | Terrence Frye                 | 1991–1994                        |